# Асадов, Магомед Набиевич
Магомед (Мухаммед) Набиевич (Наби оглы) Асадов (азерб. Məhəmməd Nəbi oğlu Əsədov; 5 декабря 1941, Бахарлы, Зангеланский район — 20 ноября 1991, Каракенд, Нагорный Карабах) — азербайджанский советский партийный и государственный деятель, генерал-майор.
Занимал должности Первого секретаря Ахсуйского (1978—1980), Ждановского (1983—1986), Агдашского (1988—1989), Кубинского (1989—1990) районных комитетов (райкомов) Компартии Азербайджана. Министр внутренних дел Азербайджанской ССР (1990—1991). Погиб при исполнении служебных обязанностей в результате катастрофы Ми-8 близ села Каракенд.

## Биография
Родился 5 декабря 1941 года в селе Бахарлы Зангеланского района Азербайджанской ССР. Окончив четыре класса школы в родной деревне, в 1958 году получил полное среднее образование в миндживанской средней школе Зангеланского района. В 1960 году окончил экономический техникум, после чего работал инспектором статистики.
В 1961—1964 годах проходил срочную службу в Вооружённых Силах СССР. Демобилизовавшись, переехал в Сумгаит. Работал бетонщиком в строительном тресте № 1.
В 1965 году поступил на Общеэкономический факультет Азербайджанском государственном университете имени С. М. Кирова по специальности «Финансы и кредит», после чего работал бухгалтером, начальником планового отдела Сумгаитского строительного треста № 2.
С 1968 года находился на партийной работе. В 1970 году заочно окончил Азербайджанский институт народного хозяйства имени Д. Буниатзаде. Работал в отделе промышленности. Затем возглавил организационный отдел Сумгаитского горкома КП Азербайджанской ССР.
В 1978—1980 годах являлся председателем Ахсуйского райисполкома. В 1980—1983 годах служил в органах государственной безопасности Азербайджанской ССР. С отличием окончил Высшую школу Комитета государственной безопасности при Совете Министров СССР. В 1983—1986 годах являлся первым секретарём Ждановского райкома КП Азербайджана. В 1986 году направлен на работу в Баку, в ЦК республиканской партии. Возглавлял отдел административных органов.
В 1988—1989 годах являлся первым секретарём Агдашского райкома КП Азербайджана.
23 мая 1990 года назначен на должность министра внутренних дел Азербайджанской ССР. На период его руководства одним из важнейших силовых ведомств республики пришёлся пик вооружённого конфликта в Нагорном Карабахе. Под его руководством осуществлялся контроль за въездом в Азербайджан, регулировались потоки беженцев. Один из создателей азербайджанского ОМОН.
5 ноября 1990 года присвоено звание генерал-майора. После принятия декларации «О восстановлении государственной независимости Азербайджанской Республики» сохранил свой пост. Многократно выезжая в районы боевых действий, лично осуществлял руководство операциями.

## Гибель
13 ноября 1991 года Асадов был назначен на должность государственного советника по обороне и государственной безопасности Азербайджана. В этой должности он пробыл всего неделю. 20 ноября 1991 года в трёх километрах от села Каракенд в Нагорном Карабахе произошло крушение вертолёта «Ми-8». Все находившиеся на борту 22 человека погибли. Среди них были представители азербайджанских властей, российско-казахстанской миротворческой миссии и прессы. Одним из погибших оказался генерал-майор Магомед Асадов. Азербайджанская сторона обвинила в происшествии сепаратистов из Нагорного Карабаха. Армянская заявила об имевшем место несчастном случае.
Асадов и ещё несколько занимавших высокие посты погибших похоронены на Аллее почётного захоронения в Баку.

## Память
- Имя генерала Асадова носит ряд учебных заведений, кораблей, улиц и переулков, предприятий в различных городах Азербайджана.
- В честь Асадова названа средняя школа № 29 города Баку.
- Имя Асадова носит премия, вручаемая азербайджанским обществом «Ниджат» добровольцам, защищавшим страну.
- Памяти генерала посвящено стихотворение «Плачущая мать Зангелан» азербайджанского поэта Огтая Зангиланлы.